# Marvelous (công ty)
Marvelous Inc. (株式会社マーベラス Kabushiki-gaisha Māberasu, trước đó có tên là Marvelous AQL) là một nhà phát triển và phát hành trò chơi điện tử và nhà sản xuất anime Nhật Bản. Công ty thành lập tháng 10 năm 2011 dưới sự hợp nhất của Marvelous Entertainment, AQ Interactive và Liveware ban đầu.

## Lịch sử

Logo trước đây trước khi công ty đổi tên năm 2014.

Thông báo về việc hợp nhất của Marvelous Entertainment Inc., AQ Interactive, Inc., Liveware Inc. vào Marvelous AQL Inc. Ngày 1 tháng 10 năm 2011 ban đầu được đề xuất bởi Marvelous Entertainment Inc. và có hiệu lực vào ngày 10 tháng 5 năm 2011. Kế hoạch này sẽ biến Marvelous Entertainment Inc. trở thành công ty duy nhất còn tồn tại sau khi sáp nhập, với việc Marvelous Entertainment Inc. được đổi tên thành Marvelous AQL Inc. vào ngày sáp nhập.
Ngày 22 tháng 12 năm 2011, MarvelousAQL Inc. thông báo thành lập bộ phận kinh doanh ở nước ngoài, với vốn đầu tư từ Checkpoint Studios Inc., thay thế cho phòng chiến lược toàn cầu, đã giải thể ngày 1 tháng 1 năm 2012.
Ngày 25 tháng 10 năm 2012, MarvelousAQL Inc. lần đầu công bố niêm yết cổ phiếu của mình trên Sở Giao dịch Chứng khoán Tokyo, có hiệu lực ngày 1 tháng 11 năm 2012.
Ngày 1 tháng 1 năm 2013, MarvelousAQL Inc. thành lập bộ phận kinh doanh giải trí. Bộ phận kinh doanh nội dung kỹ thuật số và bộ phận phát triển nội dung giải trí của công ty được chuyển thành bộ phận kinh doanh giải trí và được đổi tên thành bộ phận phát triển giải trí.
Ngày 1 tháng 2 năm 2013, MarvelousAQL Inc. đã thành lập bộ phận kinh doanh nội dung kỹ thuật số.
Ngày 1 tháng 7 năm 2014, MarvelousAQL Inc. được đổi tên thành Marvelous Inc.
Ngày 13 tháng 3 năm 2015, có thông báo rằng Marvelous sẽ mua lại công ty trò chơi di động G-Mode. Điều này bao gồm các IP Data East mà G-Mode đã mua vào năm 2004.
Tencent mua lại 20% cổ phần của Marvelous thông qua cổ phiếu mới, 65 triệu đô la Mỹ ngày 26 tháng 5 năm 2020.

## Công ty con
- Entersphere (株式会社エンタースフィア?): Ngày 21 tháng 12 năm 2011, Marvelous AQL Inc. thông báo Entersphere Inc. trở thành công ty con của MarvelousAQL Inc.[17] Entersphere Inc. trở thành công ty con của Marvelous AQL Inc. Ngày [17] tháng 11 năm 2012.[18] Ngày 17 tháng 1 năm 2013, Entersphere Inc. chuyển địa điểm đến Shinagawa, Tokyo.[19]
- Marvelous Europe: Ngày 22 tháng 12 năm 2011, MarvelousAQL Inc. thông báo thành lập MAQL Europe Limited thuộc sở hữu hoàn toàn với tư cách là nhà phát triển và điều hành game trực tuyến và nội dung di động tại Tunbridge Wells, Anh tháng 4 năm 2012.[20] MAQL Europe, với thương hiệu 'Marvelous Games' đã phát hành một số tựa trò chơi di động, bao gồm RunBot, Eyes Attack, Puzzle Coaster, Conquest Age và Wurdy.
- Xseed Games: Một công ty con chuyển nhượng từ AQ Interactive, Inc. với tên Xseed JKS, Inc. Ngày 7 tháng 5 năm 2013, MarvelousAQL Inc. đã công bố đổi tên Xseed JKS, Inc. thành Marvelous USA, Inc.,[21] sau khi mua đơn vị kinh doanh trực tuyến của Index Digital Media, Inc. và chuyển giao cho Xseed JKS, Inc. ngày 2013-03-31.[22]
- Artland (株式会社アートランド?): Một công ty con chuyển nhượng từ Marvelous Entertainment Inc.
- LINKTHINK Inc. (株式会社リンクシンク?): Một công ty con chuyển nhượng từ AQ Interactive, Inc.
- Honey∞Parade Games (株式会社HONEY∞PARADE GAMES?): Một công ty được thành lập năm 2017 với trọng tâm chính là sản xuất loạt Senran Kagura. Takaki Kenichiro là người lãnh đạo công ty.
- Hakama Inc: Một công ty do Marvelous thành lập năm 2018. Công ty được dẫn dắt bởi Hashimoto Yoshifumi, giám đốc sản xuất của Story of Season và Rune Factory,  .
- Marvelous First Studio: Một xưởng phát triển nội bộ do Marvelous thành lập năm 2017. Studio này được biết đến với việc phát triển Fate / Extella Link, God Eater 3 và Daemon X Machina.

## Trò chơi điện tử

### Nintendo 3DS
- Lord of Magna: Maiden Heaven
- Kaio: King of Pirates (do Comcept phát triển) (đã hủy)
- Harvest Moon: A New Beginning
- PoPoLoCrois Bokumonogatari
- Rune Factory 4 (do Neverland phát triển)
- Senran Kagura
- Senran Kagura Burst
- Senran Kagura 2: Deep Crimson
- Story of Seasons
- Story of Seasons: Trio of Towns
- Monster Hunter Stories

### Wii
- Fortune Street
- Harvest Moon: Animal Parade
- Harvest Moon: Tree of Tranquility
- Rune Factory Frontier (do Neverland phát triển)
- Rune Factory: Tides of Destiny (do Neverland phát triển)
- Valhalla Knights: Eldar Saga

### Nintendo Switch
- Daemon X Machina
- Fate/Extella: The Umbral Star
- Peach Ball: Senran Kagura
- Senran Kagura Reflexions
- Fate/Extella Link
- God Eater 3
- Doraemon Story of Seasons (do Marvelous phát triển với sự hợp tác của Brownies; Bandai Namco xuất bản ở tất cả các khu vực)
- Rune Factory 4 Special (do Hakama phát triển với cựu nhân viên của Neverland)
- Rune Factory 5 (do Hakama phát triển)
- Story of Seasons: Friends of Mineral Town
- Story of Seasons: Pioneers of Olive Town

### PlayStation 3
- Rune Factory: Tides of Destiny (do Neverland phát triển)
- Nitroplus Blasterz: Heroines Infinite Duel (phát triển bởi Examu và đồng xuất bản với Nitroplus)

### PlayStation Portable
- English Detective Mysteria
- Fate/Extra
- Fate/Extra CCC
- Valhalla Knights
- Valhalla Knights 2

### PlayStation Vita
- Browser Sangokushi Next (PlayStation Network)
- IA/VT Colorful
- Muramasa: Rebirth
- New Little King's Story (đồng phát triển/ xuất bản bởi Konami)
- Senran Kagura Bon Appétit!
- Senran Kagura Shinovi Versus
- Soul Sacrifice (do Sony Computer Entertainment đồng phát triển/xuất bản)
- Soul Sacrifice Delta (do Sony Computer Entertainment đồng phát triển/xuất bản)
- Super Monkey Ball Banana Splitz (do Sega xuất bản)
- Uppers
- Valhalla Knights 3 (K2 LLC phát triển)
- Valhalla Knights 3 Gold
- Half-Minute Hero: The Second Coming (Opus phát triển)
- Senran Kagura: Estival Versus
- Fate/Extella: The Umbral Star
- Net High

### PlayStation 4
- Senran Kagura: Estival Versus
- Senran Kagura: Peach Beach Splash
- Nitroplus Blasterz: Heroines Infinite Duel (Examu phát triển và đồng xuất bản với Nitroplus)
- Fate/Extella: The Umbral Star
- God Eater 3 (do Marvelous phát triển First Studio và xuất bản bởi Bandai Namco Entertainment)
- Fate/Extella Link
- Travis Strikes Again: No More Heroes
- Kandagawa Jet Girls (Honey∞Parade Games, công ty con của Marvelous, phát triển)

### Trò chơi trên trình duyệt
- Logres of Swords and Sorcery

### Microsoft Windows
- Half-Minute Hero: Super Mega Neo Climax Ultimate Boy
- Skullgirls[23]
- Half-Minute Hero: The Second Coming (Opus phát triển)
- Fate/Extella: The Umbral Star
- Bullet Witch[24]
- God Eater 3
- Doraemon Story of Seasons (Marvelous phát triển với sự hợp tác của Brownies; do Bandai Namco xuất bản ở tất cả các khu vực)
- Travis Strikes Again: No More Heroes
- Daemon X Machina

### Máy game thùng
- Pokémon Tretta
- Pokémon Ga-Olé
- Tatakae! Dragon Quest Scan Battlers
- Wacca

### Điện thoại di động
- RunBot (do Bravo Game Studios xuất bản)[25]
- Puzzle Coaster (do Bravo Game Studios xuất bản)[26]
- Eyes Attack (do Alexander Murzanaev phát triển)[27]
- Osomatsu-san NEET Island[28]
- Fate/Extella: The Umbral Star
- Fate/Extella Link

## Anime
- Aura: Maryūinkōga Saigo no Tatakai
- Cat God
- Suite PreCure: Take it back! The Miraculous Melody that Connects Hearts!
- Humanity Has Declined
- (The) Prince of Tennis II
- Princess Tutu
- Ring ni Kakero 1: Shadow
- Saint Beast: Kouin Jojishi Tenshi Tan
- Senran Kagura
- Tokyo Majin
- Tokyo Majin Gakuen Kenpucho: Tou 2nd Act
- Tokyo Ghoul[29]
- We Without Wings: Under the Innocent Sky
- Sengoku Night Blood
- Seven Deadly Sins